# Bladhat-ordenen
Bladhatte (Agaricales), også kaldet champignonordenen, er den største gruppe af de svampe der kaldes lamelsvampe, dvs. hvor frugtlegemet er en paddehat med lameller på undersiden. Ordenen indeholder både gode spisesvampe og giftsvampe. 
| Familier |

- Champignon-familien (Agaricaceae)
- Bolbitiaceae
- Broomeiaceae
- Clavariaceae
- Blækhat-familien (Coprinaceae)
- Slørhat-familien (Cortinariaceae)
- Rødblad-familien (Entolomataceae)
- Fistulinaceae
- Gigaspermaceae
- Hemigasteraceae
- Hydnangiaceae
- Hymenogastraceae
- Lycoperdaceae
- Marasmiaceae
- Mesophelliaceae
- Mycenastraceae
- Niaceae
- Nidulariaceae
- Omphalotaceae
- Phelloriniaceae
- Physalacriaceae
- Pleurotaceae
- Skærmhat-familien (Pluteaceae): Heri optages bl.a. slægterne fra "Fluesvamp-familien"
- Pterulaceae
- Schizophyllaceae
- Bredblad-familien (Strophariaceae)
- Ridderhat-familien (Tricholomataceae)
- Tulostomataceae
- Typhulaceae

Desuden flere familier med usikker placering